# Gutierritos
Gutierritos é uma telenovela mexicana da Telesistema Mexicano exibida em 1958 de segunda á sábado às 18h30 no Canal 4. Adaptada do livro de Estella Calderón e produzida por Valentín Pimstein. Foi dirigida por Rafael Banquells, que também protagonizou ao lado de María Teresa Rivas e Mauricio Garcés como Ángel Gutiérrez, um homem de bom caráter que é abusado por todos em sua volta.

## Elenco
- Rafael Banquells - Ángel Gutiérrez "Gutierritos"
- María Teresa Rivas - Rosa Mendoza
- Carlos Navarro - Juan Ortega
- Dina de Marco - Anita
- Manuel Lozano - Médina
- Luis Lara
- Vicky Aguirre - Lupita
- Mauricio Garcés - Jorge Contreras
- Patricia Morán - Elena
- Gerardo del Castillo - Sr. Martínez
- Josefina Escobedo - Tia de Rosa
- Evita Muñoz "Chachita" - Ana
- Andrea López - Ágatha
- Elvira Quintana - Sra. Gutiérrez
- Miguél Suárez - Sr. Fernández
- María Eugenia Llamas - Lucrecia
- Luis de Alba - Julio Cesar